# Руско ратно ваздухопловство
Руско ваздухопловство (рус. Военно-воздушные cилы России) је ваздушна сила Руске војске и вид Ваздушно-космичких снага Руске Федерације. Руским Ваздухопловством тренутно командује генерал-пуковник Сергеј Дронов. Командант ратног ваздухопловства је такође и заменик команданта ваздушно-космичких снага.Руска морнарица има своју сопствену авијацију, Руску поморску авијацију, која је настала из бивше Совјетске поморске авијације.

## Историја
Ваздушне снаге су формиране од остатака бившег Совјетског ратног ваздухопловства, после распада Совјетског Савеза током 1991—1992.

## Организација
У току 2009. структура руског ваздухопловства је комплетно промењена из претходних ваздушних армијских дивизија и ваздушних корпуса у ваздушне команде Ваздушна команда је подељена у 4 ваздушне и ПВО команде, 1 стратешку команду ваздушне одбране, 1 војно транспортну авијацијску команду и 1 команду авијације дугог домета.
- Стратешка команда ваздушне одбране (Москва)
  - 4. ПВО бригада
  - 5. ПВО бригада
  - 5. ПВО бригада
  - 6963. авијацијска база
  - 6968. ловачка авијацијска база
- 1. Ваздушна и ПВО команда(Вороњеж)
  - 1. ПВО бригада
  - 2. ПВО бригада
  - 6961. авијацијска база
  - 6964. авијацијска база
  - 6965. авијацијска база
  - 7000. авијацијска база
- 2. Ваздушна и ПВО команда (Јекатеринбург)
  - 8. ПВО бригада
  - 9. ПВО бригада
  - 10. ПВО бригада
  - 6977. авијацијска база
  - 6979. авијацијска база
  - 6980. авијацијска база
  - 6982. авијацијска база
- 3. Ваздушна и ПВО команда (Хабаровск)
  - 11. ПВО бригада
  - 12. ПВО бригада
  - 6983. авијацијска база
  - 6987. авијацијска база
  - 6988. авијацијска база
  - 6989. авијацијска база
  - 265. транспортна авијацијска база
- 4. Ваздушна и ПВО команда (Ростов на Дону)
  - 7. ПВО бригада
  - 8. ПВО бригада
  - 6970. авијацијска база
  - 6971. авијацијска база
  - 6972. авијацијска база
  - 6974. авијацијска база
  - 999. авијацијска база
  - 229. транспортна авијацијска база
- Војно транспортна авијацијска команда(Москва)
  - 6955. авијацијска база
  - 6956. авијацијска база
  - 6958. авијацијска база
  - 6985. авијацијска база
- Команда авијације дугог домета (Москва)
  - 6950. авијацијска база
  - 6952. авијацијска база
  - 6953. авијацијска база

Тренажне јединице
- - Краснадол војни институт
  - Сизрањ војни институт
  - 783. тренажни центар
  - 786. тренажни центар

## Наоружање